# Gammacoronavirus
Gammacoronavirus, también conocidos como coronavirus del grupo 3, es uno de los cuatro géneros de la subfamilia Orthocoronavirinae (familia Coronaviridae). Estos virus están envueltos, y pertenecen a la clase IV de la clasificación de Baltimore (virus ARN monocatenario positivos). Son zoonosis que ocasionalmente infectan a humanos. Mientras que los géneros Alphacoronavirus y Betacoronavirus derivan del acervo genético del murciélago, los géneros Gammacoronavirus y Deltacoronavirus provienen del pool aviar y porcino. Los Gamma-CoV son los coronavirus aviares.